# Ламли, Лоуренс, 11-й граф Скарборо
Лоуренс Роджер Ламли, 11-й граф Скарборо (англ. Lawrence Roger Lumley, 11th Earl of Scarbrough; 27 июля 1896 — 29 июня 1969) — британский дворянин, консервативный политик и генерал британской армии.

## Происхождение и образование
Родился 27 июня 1896 года. Второй сын бригадного генерала Осберта Виктора Джорджа Атлинга Ламли (1857—1923), младшего сына Ричарда Ламли, 9-го графа Скарборо. Его матерью была Констанс Эллинор Уилсон-Паттен (1864—1933), внучка Джона Уилсона-Паттена, 1-го барона Уинмарли. Он учился в Итонском колледже и в колледже Магдалины в Оксфорде.

## Карьера
Ламли последовал за своим отцом в армию, окончив Королевский военный колледж в Сандхерсте. Он был назначен вторым лейтенантом в 11-й гусарский полк в январе 1916 года и был повышен до лейтенанта в июле 1917 года. Он служил во Франции во время Первой мировой войны. Он был демобилизован в июне 1919 года в звании лейтенанта , но сохранил звание лейтенанта запаса в 11-м гусарском полку, а также был прикреплен к Йоркширским драгунам. С 1920 по 1921 год он был прикреплен к университетскому контингенту Корпуса подготовки офицеров с местным званием капитана.
Лоуренс Роджер Ламли заседал в Палате общин Великобритании от Кингстон-апон-Халла-Иста (1922—1923) и Йорка (1931—1937).
В 1923 году он был личным парламентским секретарем Уильяма Ормсби-Гора, с 1924 по 1926 год — сэра Остина Чемберлена, а затем — Энтони Идена. 8 марта 1931 года он был повышен до капитана в резерве как в 11-м гусарском полку, так и в Йоркширских драгунах . 1 января 1937 года он был временно повышен до звания майора в Йоркширских драгунах, а 11 мая был награжден знаком отличия «За эффективность». В 1937—1943 годах — губернатор Бомбея, в 1943 году — рыцарь-командор Ордена Звезды Индии. По возвращении из Индии Лоуренс Ламли служил исполняющим обязанности генерал-майора во время Второй мировой войны, занимая должность начальника по гражданским вопросам военного министерства. После войны он продолжил свои связи с армией, став почетным полковником. Он унаследовал титул графа Скарборо в 1945 году после смерти своего дяди. Он служил лордом-камергером с 1952 по 1963 год и канцлером Даремского университета с 1958 по 1969 год. Он был произведен в кавалеры Ордена Подвязки в 1948 году.
Лоуренс Ламли был посвящен в масоны в мае 1923 года в университетской ложе Аполлона № 357 в Оксфорде. С 1951 по 1967 год он служил Великим Мастером Объединенной Великой Ложи Англии, в течение которого он также был сделан почетным членом университетской ложи Исаака Ньютона, присутствуя на ее столетии. Лоуренс Ламли, наряду с Эриком Джеймсом, бароном Джеймсом из Рашолма, был покровителем Йоркширского философского общества.
Лорд Скарборо скончался 29 июня 1969 года в возрасте 72 лет. Ему наследовал его единственный сын Ричард.

## Семья
12 июля 1922 года в церкви Святой Маргарет в Вестминстере лорд Ламли женился на Кэтрин Изобель Макьюэн (26 октября 1899—1979), дочери Роберта Финни Макьюэна из Марчмонта и Бардрохата и Мэри Фрэнсис Дандас. У супругов было пятеро детей:
- Леди Мэри Констанс Ламли (20 апреля 1923 — 23 января 1998), в 1952 году она вышла замуж за подполковника Роджера Флитвуда-Хескета
- Леди Элизабет Ламли (22 июля 1925 — 15 апреля 2020), в 1954 году она вышла замуж за Кристофера Беккета, 4-го барона Гримторпа, имела двух сыновей и одну дочь.
- Леди Энн Кэтрин Габриэль Ламли (16 ноября 1928—2006), в 1953 году она вышла замуж за Мэтью Уайта Ридли, 4-го виконта Ридли, имела четверых детей
- Ричард Олдред Ламли, 12-й граф Скарборо (5 декабря 1932 — 23 марта 2004), в 1970 году он женился на леди Элизабет Энн Рамсей (дочери Саймона Рамсея, 16-го графа Далхаузи), имел четверых детей
- Леди Джейн Лили Серена Ламли (5 октября 1935 — 15 марта 2016), в 1963 году она вышла замуж за американского конкуриста Хью Уайли (1929—1999), имела троих сыновей[12].